# Dwars door Vlaanderen 2024
Das Straßenradrennen Dwars door Vlaanderen 2024 war die 78. Austragung des belgischen Eintagsrennens. Das Rennen fand am 27. März statt und war Teil der UCI WorldTour 2024.
Der Sieg ging mit Matteo Jorgenson (Team Visma-Lease a Bike) erstmals an einen US-Amerikaner, der sich rund sieben Kilometer vor dem Ziel von der Spitzengruppe absetzten konnte. Dahinter belegten seine ehemaligen Fluchtgefährten Jonas Abrahamsen (Uno-X Mobility) und Stefan Küng (Groupama-FDJ) mit einem Rückstand von 29 Sekunden die weiteren Plätze.

## Teilnehmende Mannschaften und Fahrer
Neben den 18 UCI WorldTeams gingen auch 7 UCI ProTeams bei dem Rennen an den Start. Für jedes Team waren sieben Fahrer startberechtigt, wobei Arnaud Démare (Arkéa-B&B Hotels) das Rennen nicht in Angriff nahm.
Als Top-Favorit galt der Belgier Wout van Aert (Team Visma-Lease a Bike), dessen Mannschaft mit Matteo Jorgenson, Jan Tratnik und Tiesj Benoot mehrere potentielle Sieger in ihren Reihen hatte. Weiters gingen mit Mads Pedersen, Jasper Stuyven (beide Lidl-Trek), Julian Alaphilippe, Yves Lampaert (beide Soudal Quick-Step), Stefan Küng, Laurence Pithie, Valentin Madouas (alle Groupama-FDJ), Tim Wellens, Nils Politt, Marc Hirschi (alle UAE Team Emirates), Biniam Girmay (Intermarché-Wanty), Fred Wright (Bahrain Victorious), Alberto Bettiol (EF Education-EasyPost), Oliver Naesen (Decathlon AG2R La Mondiale), Ben Turner (Ineos Grenadiers), Oier Lazkano (Movistar Team), Anthony Turgis (TotalEnergies) und Rasmus Tiller (Uno-X Mobility) mehrere Klassiker-Spezialisten an den Start.
Im Falle eines Sprint aus einer größeren Gruppe zählten zudem Jasper Philipsen (Alpecin-Deceuninck), Jonathan Milan (Lidl-Trek), Jordi Meeus (Bora-hansgrohe), Luca Mozzato (beide Arkéa-B&B Hotels), Michael Matthews (Team Jayco AlUla), Alexander Kristoff (Uno-X Mobility), Elia Viviani (Ineos Grenadiers) und Ethan Vernon (Israel-Premier Tech) zu den Favoriten.
Vorjahressieger Christophe Laporte (Team Visma-Lease a Bike) ging aufgrund einer anhaltender Magen-Darm-Grippe und Schmerzen im unteren Rückenbereich nicht an den Start.
| UCI WorldTeams | UCI WorldTeams                  | UCI WorldTeams | UCI WorldTeams        | UCI WorldTeams | UCI WorldTeams            | UCI ProTeams | UCI ProTeams           |
| -------------- | ------------------------------- | -------------- | --------------------- | -------------- | ------------------------- | ------------ | ---------------------- |
| ADC            | Alpecin-Deceuninck              | EFE            | EF Education-EasyPost | DFP            | Team dsm-firmenich PostNL | BWB          | Bingoal WB             |
| ARK            | Arkéa-B&B Hotels                | GFC            | Groupama-FDJ          | JAY            | Team Jayco AlUla          | IPT          | Israel-Premier Tech    |
| AST            | Astana Qazaqstan Team           | IGD            | Ineos Grenadiers      | TVL            | Team Visma-Lease a Bike   | LDT          | Lotto Dstny            |
| TBV            | Bahrain Victorious              | IWA            | Intermarché-Wanty     | UAD            | UAE Team Emirates         | Q36          | Q36.5 Pro Cycling Team |
| BOH            | Bora-Hansgrohe                  | LTK            | Lidl-Trek             |                |                           | TFB          | Team Flanders-Baloise  |
| COF            | Cofidis                         | MOV            | Movistar Team         |                |                           | TEN          | TotalEnergies          |
| DAT            | Decathlon AG2R La Mondiale Team | SOQ            | Soudal Quick-Step     |                |                           | UXM          | Uno-X Mobility         |

## Streckenführung
Die Strecke führte über 188,6 km von Roeselare durch die flämischen Ardennen nach Waregem. Die ersten Kilometer wurden auf flachen Straßen ausgetragen und führten über Waregem und Tiegem in Richtung Südosten, ehe nach der Hellestraat mit der Varentstraat beim Kilometer 55,1 der erste Kopfsteinpflaster-Abschnitt in Angriff genommen wurde. Kurz nach Oudenaarde erreichten die Fahrer die flämischen Ardennen, wo mehrere Schleifen absolviert wurden. Eine zentrale Rolle nahm der Konokteberg (Rue du Trieu) ein, der bei den Kilometermarken 95,5 und 135,7 überquert wurde. Dazwischen wurden die Anstiege des Kortekeer, Berg Ten Houte und Kanarieberg befahren. Mit dem Anstieg der Ladeuze verließen die Fahrer rund 40 Kilometer vor dem Ziel die flämischen Ardennen und fuhren in Richtung Norden, wo die Kopfsteinpflaster-Sektoren Doorn und Huisepontweg folgten. Die letzten 20 Kilometer wurden auf einem Rundkurs ausgetragen, der über den Nokereberg und die Herlegemstraat führte. Beide Passagen mussten zweimal überquert werden, ehe das Ziel in Waregem erreicht wurde.
Insgesamt standen 12 Hellingen (kurze Anstiege in Flandern) und 8 Kasseien (Kopfsteinpflasterstraßen) auf dem Programm.
|                           | km    | Länge (m) | Steigung             | Kopfsteinpflaster |
| ------------------------- | ----- | --------- | -------------------- | ----------------- |
| Hellestraat               | 52    | 1500      | ⌀ 3,8 %, max. 10 %   |                   |
| Varentstraat              | 55,1  | 2000      |                      | ●                 |
| Volkegemberg              | 71,2  | 1100      | ⌀ 4,7 %, max. 10,5 % | ● (teilweise)     |
| Holleweg                  | 71,7  | 600       |                      | ●                 |
| Hotond                    | 88,1  | 1200      | ⌀ 3,1 %, max. 6,5 %  |                   |
| Knokteberg (Rue du Trieu) | 95,5  | 1100      | ⌀ 7 %, max. 11,8 %   |                   |
| Kortekeer                 | 103,2 | 900       | ⌀ 6,5 %, max. 9,8 %  |                   |
| Mariaborrestraat          | 105,4 | 2400      |                      | ●                 |
| Berg Ten Houte            | 117   | 1100      | ⌀ 6 %, max. 21 %     | ● (teilweise)     |
| Kanarieberg               | 122,7 | 1000      | ⌀ 7,7 %, max. 14 %   |                   |
| Knokteberg (Rue du Trieu) | 135,7 | 1100      | ⌀ 7 %, max. 11,8 %   |                   |
| Hotond                    | 139,3 | 1200      | ⌀ 3,1 %, max. 6,5 %  |                   |
| Mariaborrestraat          | 145,8 | 2400      |                      | ●                 |
| Ladeuze                   | 150,5 | 1200      | ⌀ 5 %, max. 16 %     |                   |
| Doorn                     | 159,2 | 600       |                      | ●                 |
| Huisepontweg              | 160,1 | 2000      |                      | ●                 |
| Nokereberg                | 166,8 | 400       | ⌀ 3,3 %, max. 6,7 %  | ●                 |
| Herlegemstraat            | 169,5 | 800       |                      | ●                 |
| Nokereberg                | 179,4 | 500       | ⌀ 5,7 %, max. 6,7 %  |                   |
| Herlegemstraat            | 182,3 | 800       |                      | ●                 |
| Ziel                      | 188,6 |           |                      |                   |

## Rennverlauf und Rennergebnis
Mit dem Franzosen Arnaud Démare (Arkéa-B&B Hotels) nahm ein Fahrer das Rennen nicht in Angriff. Die Ausreißergruppe bildete sich erst nach 50 Kilometern und bestand mit Casper Pedersen (Soudal Quick-Step), Mathias Norsgaard (Movistar), Dries De Bondt (Decathlon AG2R La Mondiale), Niklas Märkl (dsm-firmenich PostNL), Amund Grøndahl Jansen (Jayco AlUla), Donavan Grondin (Arkéa-B&B Hotels), Dries De Pooter (Intermarché-Wanty), Pascal Eenkhoorn (Lotto Dstny), Jonas Abrahamsen (Uno-X Mobility), Thomas Gachignard (TotalEnergies) und Victor Vercouillie (Flanders-Baloise) aus elf Fahrern.
Nachdem Jan Tratnik (Visma-Lease a Bike) das Rennen frühzeitig aufgegeben hatte und Niklas Märkl aufgrund eines technischen Defekts in Hauptfeld zurückfiel, forcierte Magnus Sheffield (Ineos Grenadiers) rund 70 Kilometer vor dem Ziel da Tempo im Berg Ten Houte. Durch den Angriff des US-Amerikaners zog sich das Fahrerfeld in die Länge und es entstanden Lücken, als die Fahrer über die Kuppe der Steigung fuhren. In der nachfolgenden Abfahrt, die auf einer breiten Straße zum Fuß des Kanarieberg führte, stürzten zunächst Laurenz Rex (Intermarché-Wanty) und Cedric Beullens (Lotto Dstny), ehe es 68 Kilometer vor dem Ziel zu einem Massensturz kam, in den auch Wout van Aert (Visma-Lease a Bike), Mads Pedersen, Jasper Stuyven (beide Lidl-Trek) und Biniam Girmay (Intermarché-Wanty) involviert waren. Alle vier Mitfavoriten mussten das Rennen aufgrund ihrer Verletzungen aufgeben, wobei auch ihre Starts bei der Flandern-Rundfahrt als unklar gelten.
Unmittelbar nach dem Sturz griff Matteo Jorgenson (Visma-Lease a Bike) im Kanarieberg an und setzte sich gemeinsam mit seinem Teamkollegen Tiesj Benoot, Stefan Küng (Groupama-FDJ), Alberto Bettiol und Michael Valgren (beide EF Education-EasyPost) vom verbliebenen Hauptfeld ab. Mit Joshua Tarling (Ineos Grenadiers) konnte wenig später ein weiterer Fahrer zu der Gruppe aufschließen, deren Vorsprung auf die frühe Ausreißergruppe nur noch eine halbe Minute betrug. Im Anstieg der Ladeuze wurden mit Casper Pedersen, Dries De Bondt, Dries De Pooter, Pascal Eenkhoorn, Jonas Abrahamsen und Thomas Gachignard die verbliebenen sechs Ausreißer gestellt. Das Hauptfeld lag zu diesem Zeitpunkt bereits eineinhalb Minuten zurück.
Auf der Kopfsteinpflaster-Passage des Huisepontweg forcierte Stefan Küng 27 Kilometer vor dem Ziel das Tempo, wodurch mit Casper Pedersen, Dries De Pooter, Pascal Eenkhoorn, Thomas Gachignard und Michael Valgren fünf Fahrer aus der Spitzengruppe zurückfielen. Im anschließenden Nokereberg setzte sich Alberto Bettiol kurzzeitig von seinen Begleitern ab, ehe er nach seiner Einholung aufgrund eines Krampfes den Anschluss zur Spitzengruppe auf der Herlegemstraat verlor. Nach einer Reihe von Angriffen, fiel die die Vorentscheidung schließlich sich Matteo Jorgenson rund sieben Kilometer vor dem Ziel aus der Spitzengruppe lösen konnte. Der US-Amerikaner fuhr rasch eine größere Lücke heraus, ehe er das Rennen mit einem Vorsprung von 29 Sekunden gewann. Dahinter sprintete Jonas Abrahamsen auf Platz zwei, gefolgt von Stefan Küng.
| Platz | Fahrer            | Nation | Team                            | Zeit                   |
| ----- | ----------------- | ------ | ------------------------------- | ---------------------- |
| 01.   | Matteo Jorgenson  | USA    | Team Visma-Lease a Bike         | 4:07:44 h (45,67 km/h) |
| 02.   | Jonas Abrahamsen  | NOR    | Uno-X Mobility                  | + 0:29 min             |
| 03.   | Stefan Küng       | SUI    | Groupama-FDJ                    | "                      |
| 04.   | Tiesj Benoot      | BEL    | Team Visma-Lease a Bike         | "                      |
| 05.   | Dries De Bondt    | BEL    | Decathlon AG2R La Mondiale Team | "                      |
| 06.   | Joshua Tarling    | GBR    | Ineos Grenadiers                | +0:44 min              |
| 07.   | Jonathan Milan    | ITA    | Lidl-Trek                       | +1:47 min              |
| 08.   | Michael Valgren   | DEN    | EF Education-EasyPost           | "                      |
| 09.   | Mathias Norsgaard | DEN    | Movistar Team                   | "                      |
| 10.   | Thomas Gachignard | FRA    | TotalEnergies                   | "                      |

## Vergabe der UCI-Punkte
Dwars door Vlaanderen 2024 war Teil der UCI WorldTour 2024. Nach dem Rennen wurden UCI-Punkte vergeben, die sich auf die Platzierung der Fahrer und Mannschaften im UCI Ranking auswirkten. Die Punktevergabe erfolgt nach folgendem Schlüssel:
| Platzierung  | 1.  | 2.  | 3.  | 4.  | 5.  | 6.  | 7. | 8. | 9. | 10. | Anmerkung                              |
| ------------ | --- | --- | --- | --- | --- | --- | -- | -- | -- | --- | -------------------------------------- |
| Tageswertung | 300 | 250 | 215 | 175 | 120 | 115 | 95 | 75 | 60 | 50  | gestaffelt bis zum 60. Platz (1 Punkt) |